# همینگفورد گری
همینگفورد گری (به انگلیسی: Hemingford Grey) یک روستا و محله مدنی در بریتانیا است که در هانتینگدونشر واقع شده‌است. همینگفورد گری ۲٬۵۲۴ نفر جمعیت دارد.